# Ель-Ретен
Ель-Ретен (ісп. El Retén) — місто та муніципалітет на півночі Колумбії, на території департаменту Маґдалена.

## Історія
Поселення, з якого пізніше виросло місто, було засновано в 1913 році. Муніципалітет Ель-Ретен був виділений в окрему адміністративну одиницю в 1996 році.

## Географія

Муніципалітет Ель-Ретен

Місто розташоване в північній частині департаменту, на правому березі річки Фундасіон, на відстані приблизно 66 кілометрів на південний-захід (SSW) від Санта-Марти, адміністративного центру департаменту Маґдалена. Абсолютна висота — 27 метрів над рівнем моря.
Муніципалітет Ель-Ретен на півночі межує з територією муніципалітету Пуебло-В'єхо, на заході — з муніципалітетом Ремоліно, на півдні — з муніципалітетом Півіхай, на південному заході — з муніципалітетом Фундасіон, на заході — з муніципалітетом Аракатака. Площа муніципалітету складає 268 км².

## Населення
За даними Національного адміністративного департаменту статистики Колумбії, сукупна чисельність населення міста та муніципалітету в 2015 році становила 20 981 особи.
Динаміка чисельності населення муніципалітету за роками:
| 2005   | 2006   | 2007   | 2008   | 2009   | 2010   | 2011   | 2012   | 2013   | 2014   | 2015   |
| ------ | ------ | ------ | ------ | ------ | ------ | ------ | ------ | ------ | ------ | ------ |
| 18 809 | 19 023 | 19 223 | 19 422 | 19 629 | 19 830 | 20 053 | 20 269 | 20 499 | 20 736 | 20 981 |

Згідно з даними перепису 2005 року чоловіки становили 52,9 % від населення Ель-Ретена, жінки — відповідно 47,1 %. У расовому відношенні білі і метиси становили 61,9 % від населення міста; негри, мулати і райсальці — 37,9 %, індіанці — 0,2 %.
Рівень грамотності серед всього населення становив 80,5 %.

## Економіка
Основу економіки Ель-Ретена складає сільськогосподарське виробництво.
62,5 % від загального числа міських і муніципальних підприємств складають підприємства торговельної сфери, 27,3 % — підприємства сфери обслуговування, 9,5 % — промислові підприємства, 0,7 % — підприємства інших галузей економіки.